# 24 września
24 września jest 267. (w latach przestępnych 268.) dniem w kalendarzu gregoriańskim. Do końca roku pozostaje 98 dni.

## Święta
- Imieniny obchodzą: Amata, Gerard, Gerarda, Herman, Jaromir, Kolumba, Maria, Morzysława, Pacyfik, Pafnucy, Seweryn, Tomir, Twardomir i Uniegost.
- równonoc jesienna, początek astronomicznej jesieni, która wypada między 21 a 24 września.
- Dominikana – Święto Matki Boskiej z Las Mercedes
- Gwinea Bissau – Święto Niepodległości
- Kambodża – Święto Konstytucji i Koronacji
- Republika Południowej Afryki – Dzień Dziedzictwa
- Trynidad i Tobago – Dzień Republiki
- Wspomnienia i święta w Kościele katolickim[1][2] obchodzą:
  - bł. Antoni Marcin Slomšek (biskup)
  - bł. Herman z Reichenau (Kaleka)
  - św. Gerard z Csanad (biskup misyjny)
  - św. Pacyfik z San Severino (kapłan)
  - bł. Kolumba Gabriel (założycielka Zgromadzenia Benedyktynek od Miłości)

## Wydarzenia w Polsce
- 1331 – II wojna polsko-krzyżacka: nierozstrzygnięta bitwa pod Koninem.
- 1464 – Wojna trzynastoletnia: wojska gdańskie pod dowództwem rajców Jana von Herfordena i Macieja Kolmenera zdobyły po 5 miesiącach oblężenia krzyżacki Puck.
- 1621 – Poświęcono kościół św. Tomasza Apostoła w Krakowie.
- 1676 – IV wojna polsko-turecka: król Polski Jan III Sobieski pokonał Tatarów w bitwie pod Wojniłowem.
- 1686 – Papież Innocenty XI ogłosił św. Jacka Odrowąża głównym patronem Królestwa Polski i Wielkiego Księstwa Litewskiego na równi ze Stanisławem Kostką.
- 1793 – II rozbiór Polski: w nocy z 23 na 24 września Sejm obradujący w obecności generała rosyjskiego Johanna von Rautenfelda na otoczonym przez rosyjskie wojsko zamku grodzieńskim przeprowadził w milczeniu cesję terytorium Rzeczypospolitej na rzecz Królestwa Prus, które otrzymało: Gdańsk, Toruń, województwa gnieźnieńskie, poznańskie, sieradzkie (z Wieluniem), kaliskie, płockie, brzeskokujawskie, inowrocławskie, ziemię dobrzyńską oraz części krakowskiego, rawskiego i mazowieckiego (w sumie 57 tys. km²).
- 1831 – Gen. Maciej Rybiński został ostatnim wodzem naczelnym powstania listopadowego.
- 1868 – Sejm Krajowy Galicji uchwalił rezolucję, w której domagał się autonomii. Był to początek tzw. okresu rezolucyjnego.
- 1910 – W Cieszynie zainaugurował działalność dzisiejszy Teatr im. Adama Mickiewicza.
- 1911 – Oddano do użytku Stadion na Górce w Bielsku-Białej.
- 1920 – Zakupiono 4 niemieckie trałowce typu FM.
- 1922 – Odbyły się pierwsze wybory do Sejmu Śląskiego.
- 1926 – Utworzono przedsiębiorstwo Polskie Koleje Państwowe.
- 1928 – Kościół katolicki w Polsce zmienił przysięgę ślubną dla kobiet, usuwając z niej fragment zobowiązujący kobietę do posłuszeństwa mężowi.
- 1930 – W Warszawie rozpoczął się III Krajowy Konkurs Awionetek.
- 1935 – W Katowicach rozpoczął obrady Sejm Śląski IV kadencji, wybrany na podstawie niedemokratycznej ordynacji wyborczej.
- 1938 – Ruch Narodowo-Radykalny Falanga rozpoczął zaciąg do Zaolziańskiego Korpusu Ochotniczego.
- 1939 – Kampania wrześniowa:
  - W Lerypolu w dawnym powiecie grodzieńskim mieszkańcy okolicznych wsi narodowości białoruskiej zamordowali w dniach 22-24 września co najmniej 11 polskich osadników wojskowych i przypadkowego świadka.
  - W Lipnie koło Włocławka Niemcy rozstrzelali 11 rolników z pobliskiego Sumina.
  - Zwycięstwo Armii Czerwonej w bitwie pod Husynnem.
- 1943:
  - Żołnierze Armii Krajowej uwolnili 72 osoby z więzienia w Biłgoraju.
  - Żołnierze harcerskiego oddziału „Agat” dokonali w Warszawie udanego zamachu na gestapowca Augusta Kretschmanna.
- 1944
  - 55. dzień powstania warszawskiego: upadł Czerniaków.
  - Po bitwie między Armią Czerwoną a Wehrmachtem w Komańczy zakończyła się okupacja niemiecka.
- 1946 – 5 górników zginęło w katastrofie w KWK „Boże Dary” w Murckach.
- 1952 – Rozpoczęło działalność Polskie Radio Rzeszów.
- 1958 – Władysław Gomułka po raz pierwszy rzucił hasło budowy tysiąca szkół na tysiąclecie państwa polskiego.
- 1967:
  - Andrzej Bławdzin wygrał 24. Tour de Pologne.
  - We wsi Patoki koło Łowicza został aresztowany seryjny morderca Stanisław Modzelewski.
- 1971 – Premiera filmu Życie rodzinne w reżyserii Krzysztofa Zanussiego.
- 1980:
  - W rozegranym na Stadionie Śląskim w Chorzowie meczu towarzyskim Polska-Czechosłowacja (1:1) swój ostatni (75.) występ w reprezentacji narodowej zaliczył Włodzimierz Lubański.
  - W Sądzie Wojewódzkim w Warszawie złożono wniosek o rejestrację NSZZ „Solidarność” z siedzibą w Gdańsku.
- 1985 – 2 osoby zginęły, a 15 zostało rannych w wyniku zderzenia pociągów pod Wyszkowem.
- 2004:
  - Premiera filmu Mój Nikifor w reżyserii Krzysztofa Krauzego.
  - Sejm RP przyjął wersję posła PiS Zbigniewa Ziobry jako ostateczny raport sejmowej komisji śledczej badającej tzw. aferę Rywina.
- 2010 – Otwarto podziemne muzeum pod płytą Rynku Głównego w Krakowie.

## Wydarzenia na świecie

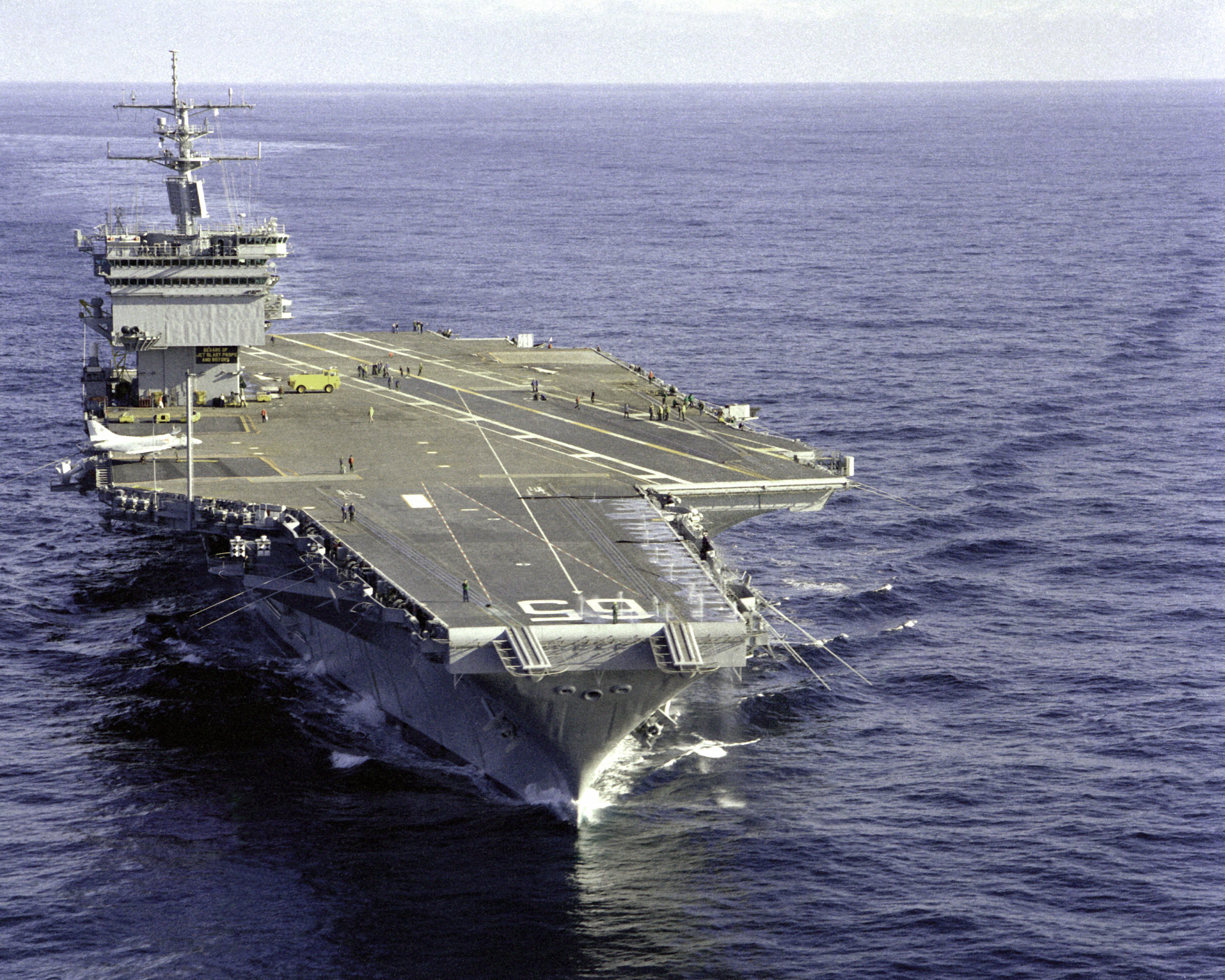
Lotniskowiec USS „Enterprise”, zwodowany w 1960 roku

- 622 – Mahomet opuścił Mekkę i udał się do Jatribu (późniejszej Medyny). Zakończyła się hidżra.
- 787 – Rozpoczął się sobór nicejski II.
- 1180 – Aleksy II Komnen został cesarzem bizantyńskim.
- 1526 – Założono miasto Banjarmasin na Borneo.
- 1531 – Król Szwecji Gustaw I Waza ożenił się z księżniczką saską Katarzyną.
- 1645 – Angielska wojna domowa: zwycięstwo wojsk Parlamentu w bitwie pod Rowton Heath.
- 1664 – Holendrzy przekazali Anglikom Nowy Amsterdam (późniejszy Nowy Jork).
- 1706 – III wojna północna: zawarto pokój w Altranstädt na mocy którego August II Mocny zrzekł się polskiej korony na rzecz Stanisława Leszczyńskiego.
- 1789 – Kongres Stanów Zjednoczonych uchwalił Ustawę Sądowniczą.
- 1794 – Pierwsi rosyjscy prawosławni misjonarze przybyli na wyspę Kodiak u wybrzeży Alaski.
- 1795 – I koalicja antyfrancuska: zwycięstwo wojsk austriackich nad francuskimi w bitwie pod Handschuhsheim.
- 1825 – Wojna o niepodległość Urugwaju: zwycięstwo powstańców nad wojskami brazylijskimi w bitwie pod Rincón.
- 1841 – Sułtan Brunei odstąpił Wielkiej Brytanii obszar Sarawak.
- 1848 – Został poświęcony ewangelicki kościół Pokoju w Poczdamie.
- 1852 – W Paryżu Henri Jules Giffard wzniósł się na wysokość 1800 m i pokonał 27-kilometrową trasę na pierwowzorze sterowca własnej konstrukcji o napędzie parowym.
- 1853 – Nowa Kaledonia została kolonią francuską.
- 1868 – Edward von Taaffe został premierem Austrii.
- 1869 – W USA nastąpił krach na rynku złota (tzw. „czarny piątek”).
- 1877 – Japońskie wojska cesarskie stłumiły bunt byłych samurajów w prowincji Satsuma.
- 1879:
  - Paul von Hindenburg ożenił się z Wilhelminą von Sperling.
  - Uruchomiono komunikację tramwajową w Göteborgu.
- 1888 – Zwodowano francuski okręt podwodny o napędzie elektrycznym „Gymnôte”.
- 1889 – Biskupi kościołów starokatolickich podpisali tzw. Deklarację utrechcką.
- 1898 – Uruchomiono komunikację tramwajową w Sewastopolu na Krymie.
- 1903:
  - Alfred Deakin został premierem Australii.
  - Zwodowano brytyjski krążownik pancerny HMS „Hampshire”.
- 1904 – José Pardo został prezydentem Peru.
- 1906 – Prezydent USA Theodore Roosevelt ustanowił pierwszy narodowy pomnik USA – Devils Tower w stanie Wyoming.
- 1908 – Augusto B. Leguía został prezydentem Peru.
- 1912 – Guillermo Billinghurst został prezydentem Peru.
- 1917 – 10 nowozelandzkich żołnierzy zginęło, a 2 zostało rannych w wyniku potrącenia przez pociąg na stacji Bere Ferrers w angielskim hrabstwie Devon.
- 1919 – Gen. Jin Yunpeng został premierem Republiki Chińskiej.
- 1920:
  - Georges Leygues został premierem Francji.
  - Wybuchła wojna armeńsko-turecka.
- 1921:
  - Otwarto Memorial Stadium w angielskim Bristolu.
  - Otwarto Neyland Stadium w Knoxville w amerykańskim stanie Tennessee.
  - W Berlinie oddano do użytku pierwszy europejski odcinek autostrady AVUS.
- 1923 – W Berlinie po raz pierwszy wyświetlono film dźwiękowy.
- 1924 – Premiera francuskiego krótkometrażowego filmu eksperymentalnego Balet mechaniczny w reżyserii Fernanda Légera i Dudleya Murphy’ego.
- 1931 – Podpisano pierwszą międzynarodową konwencję ograniczającą połowy wielorybów.
- 1932 – Per Albin Hansson został premierem Szwecji.
- 1938 – Hiszpańska wojna domowa: rząd Republiki Hiszpańskiej pod naciskiem Ligi Narodów wycofał jednostki międzynarodowe z linii frontu.
- 1940:
  - Na ekrany niemieckich kin wszedł antysemicki film propagandowy Żyd Süss w reżyserii Veita Harlana.
  - Ustanowiono brytyjskie odznaczenia cywilne: Krzyż Jerzego i Medal Jerzego.
- 1941:
  - Początek „piekielnej jesieni” lub „burzy ogniowej” – specjalnej operacji NKWD mającej na celu zniszczenie centrum Kijowa, okupowanego przez Niemców. Mieszkania i ważna infrastruktura miasta zostały przez sowieckich dywersantów zaminowane. Wybuchy w centrum miasta trwały pięć dni, od 24 do 28 września, niektóre budynki, takie jak Katedra Wniebowzięcia NMP zostały wysadzone w październiku i listopadzie, łącznie zniszczono 940 budynków.
  - Reinhard Heydrich został mianowany przez Adolfa Hitlera protektorem Czech i Moraw.
  - W Londynie członkowie koalicji antyhitlerowskiej podpisali Kartę Atlantycką.
  - W Londynie utworzono francuski rząd emigracyjny (początkowo pod nazwą Francuski Komitet Narodowy) na czele z gen. Charles’em de Gaulle’em.
- 1942:
  - Na Morzu Arktycznym podczas holowania zatonął wraz z 77 członkami załogi brytyjski niszczyciel HMS „Somali”, uszkodzony 4 dni wcześniej przez niemieckiego U-Boota.
  - W Ugandzie spadł meteoryt Maziba.
- 1943 – Powstała kolaboracyjna Słoweńska Domobrana.
- 1945 – W Topolczanach na Słowacji zostało pobitych 47 Żydów (w tym 15 ciężko) przez tłum wzburzony doniesieniami o rzekomo trujących szczepionkach aplikowanych dzieciom przez żydowskiego lekarza.
- 1948 – Założono japoński koncern motoryzacyjny Honda.
- 1950:
  - Amerykański dziennikarz Edward Hunter w artykule opublikowanym w „Miami News” użył po raz pierwszy terminu „pranie mózgu”.
  - Zakończyła się ewakuacja 49 tys. Żydów z Jemenu do Izraela w ramach operacji „Magic Carpet”.
- 1951 – Premiera amerykańskiego filmu muzycznego Statek komediantów w reżyserii George’a Sidneya.
- 1952 – Na Pacyfiku w czasie badania erupcji podmorskiego wulkanu został wciągnięty pod powierzchnię japoński statek badawczy „Kaiyo Maru 5” wraz z 31 członkami załogi.
- 1955 – Przyjęto hymn Białoruskiej SRR.
- 1957:
  - Do Little Rock w amerykańskim stanie Arkansas przybyły oddziały armii amerykańskiej w celu zapewnienia wykonania w miejscowej Central High School ustawy zakazującej segregacji rasowej.
  - W Barcelonie otwarto stadion Camp Nou. W meczu inauguracyjnym FC Barcelona pokonała reprezentację Polski (występującą pod nazwą Warszawa) 4:2.
- 1959:
  - Krótko po starcie w rejs do Abidżanu z międzylądowaniem w Bamako rozbił się w Bordeaux samolot Douglas DC-7 francuskich linii TAI, w wyniku czego 54 osoby zginęły, a 11 zostało rannych.
  - W Mediolanie rozpoczął się pierwszy międzynarodowy festiwal piosenki dziecięcej Zecchino d’Oro.
- 1960 – Zwodowano pierwszy amerykański lotniskowiec o napędzie atomowym USS „Enterprise”.
- 1964 – Komisja Warrena przekazała prezydentowi Lyndonowi B. Johnsonowi raport stwierdzający, że Lee Harvey Oswald był jedynym zabójcą odpowiedzialnym za śmierć poprzedniego prezydenta Johna F. Kennedy’ego.
- 1968 – Suazi zostało członkiem ONZ.
- 1969 – Premiera westernu Butch Cassidy i Sundance Kid w reżyserii George’a Roya Hilla.
- 1971 – Wielka Brytania wydaliła 105 radzieckich dyplomatów i przedstawicieli handlowych podejrzewanych o szpiegostwo.
- 1972 – W wyniku upadku prywatnego odrzutowego myśliwca Canadair Sabre na lodziarnię w Sacramento w Kalifornii zginęły 22 osoby, a 28 zostało rannych, w tym pilot.
- 1973 – Gwinea Bissau proklamowała niepodległość (od Portugalii).
- 1975 – Podczas podchodzenia do lądowania w Palembang na Sumatrze rozbił się lecący z Dżakarty, należący do linii Garuda Indonesia Fokker F28, w wyniku czego zginęło 26 osób (w tym jedna na ziemi), a 36 zostało rannych.
- 1979:
  - Hilla Limann został prezydentem Ghany.
  - W USA uruchomiono serwis CompuServe.
- 1986 – Premiera francusko-włosko-niemieckiego filmu Imię róży w reżyserii Jean-Jacques’a Annauda.
- 1990 – NRD formalnie wystąpiła z Układu Warszawskiego.
- 1991:
  - Ukazał się album Blood Sugar Sex Magik amerykańskiej grupy Red Hot Chili Peppers.
  - Ukazał się album Nevermind amerykańskiej grupy Nirvana.
- 1993 – Norodom Sihanouk został ponownie królem Kambodży.
- 1995 – 16-letni szaleniec Eric Borel zastrzelił w mieście Cuers na południu Francji 12 osób i ranił 6 innych, po czym popełnił samobójstwo. Dzień wcześniej zamordował swoich rodziców i brata w domu w Sollies-Pont.
- 1996 – W Nowym Jorku podpisano Traktat o całkowitym zakazie prób z bronią jądrową.
- 1997 – Trần Đức Lương został prezydentem Wietnamu.
- 1998 – Dokonano oblotu rosyjskiej łodzi latającej Be-200.
- 2000:
  - Lider opozycji Vojislav Koštunica wygrał wybory prezydenckie w Serbii.
  - We Francji odbyło się referendum konstytucyjne, w którym 73% głosujących opowiedziało się za skróceniem kadencji prezydenta z 7 do 5 lat.
- 2005 – Huragan Rita uderzył w amerykańskie stany Teksas i Luizjana.
- 2008 – Tarō Asō został premierem Japonii.
- 2009 – Prezydent RP Lech Kaczyński jako pierwszy Polak w historii dokonał otwarcia sesji na Nowojorskiej Giełdzie Papierów Wartościowych.
- 2012 – Seryk Achmetow został premierem Kazachstanu.
- 2013 – W stolicy Kenii Nairobi siły bezpieczeństwa odbiły centrum handlowe Westgate Mall, gdzie od 21 września somalijscy terroryści z ugrupowania Asz-Szabab przetrzymywali i zabijali zakładników. Zginęło łącznie 71 osób, a 175 zostało rannych.
- 2015 – W wyniku wybuchu paniki w Mekce zostało stratowanych 2431 pielgrzymów, a 934 odniosło obrażenia.
- 2024:
  - Etiopka Tigst Assefa wygrała Maraton Berliński ustanawiając rekord świata czasem 2:11:53.
  - Rozpoczął się exodus Ormian z Górskiego Karabachu.

## Eksploracja kosmosu
- 1970 – Radziecka sonda Łuna 16 powróciła na Ziemię z ładunkiem 101 gramów gruntu księżycowego.
- 2014 – Indyjska sonda Mars Orbiter Mission weszła na orbitę Marsa.

## Urodzili się
- 15 – Witeliusz, cesarz rzymski (zm. 69)
- 1473 – Georg von Frundsberg, niemiecki wojskowy, najemnik (zm. 1528)
- 1501 – Girolamo Cardano, włoski matematyk, filozof, astrolog, lekarz (zm. 1576)
- 1513 – Katarzyna Saska, królowa Szwecji (zm. 1535)
- 1514 – Prospero Santacroce, włoski kardynał, nuncjusz apostolski (zm. 1589)
- 1534 – Guru Ram Das, guru Sikhów (zm. 1581)
- 1562 – Herkules I Grimaldi, senior Monako (zm. 1604)
- 1564 – William Adams, angielski żeglarz (zm. 1620)
- 1583 – Albrecht von Wallenstein, czeski wojskowy, polityk (zm. 1634)
- 1625 – Johan de Witt, holenderski polityk, wielki pensjonariusz Holandii (zm. 1672)
- 1632 – Étienne Le Camus, francuski duchowny katolicki, biskup Grenoble, kardynał (zm. 1707)
- 1641 – Stanisław Niezabitowski, polski szlachcic, pamiętnikarz (zm. 1717)
- 1667 – Jean-Louis Lully, francuski kompozytor (zm. 1688)
- 1684 – Johann Adam Steinmetz, niemiecki teolog luterański (zm. 1762)
- 1704 – Karol August, książę Waldecku i Pyrmontu, dowódca wojskowy (zm. 1763)
- 1705 – Leopold von Daun, austriacki feldmarszałek, prezydent Nadwornej Rady Wojennej (zm. 1766)
- 1709 – (data chrztu) John Cleland, brytyjski pisarz (zm. 1789)
- 1711 – Antoni Erazm Wołłowicz, polski duchowny katolicki, biskup łucki, sekretarz wielki litewski, kanclerz królowej Marii Józefy (zm. 1770)
- 1714 – Alaungpaya, król Birmy (zm. 1760)
- 1717 – Horace Walpole, brytyjski arystokrata, pisarz (zm. 1797)
- 1725 – Arthur Guinness, irlandzki przemysłowiec (zm. 1803)
- 1739 – Grigorij Potiomkin, rosyjski feldmarszałek (zm. 1791)
- 1755 – John Marshall, amerykański prawnik, polityk, prezes Sądu Najwyższego, sekretarz stanu (zm. 1835)
- 1761 – Friedrich Ludwig Æmilius Kunzen, niemiecki kompozytor, dyrygent (zm. 1817)
- 1762 – William Lisle Bowles, brytyjski duchowny anglikański, poeta (zm. 1850)
- 1778 – Michał Gedeon Radziwiłł, polski książę, generał, polityk (zm. 1850)
- 1780 – Louis Sébastien Trédern de Lézérec, estoński lekarz, embriolog pochodzenia bretońskiego (zm. 1818)
- 1783 – Arsienij Zakriewski, rosyjski hrabia, generał, polityk (zm. 1865)
- 1796 – Antoine-Louis Barye, francuski rzeźbiarz, pedagog (zm. 1875)
- 1801:
  - Ginter Fryderyk Karol II, książę Schwarzburg-Sondershausen (zm. 1889)
  - Michaił Ostrogradski, ukraiński matematyk, fizyk (zm. 1862)
- 1804 – Maurycy Kraiński, polski ziemianin, polityk (zm. 1885)
- 1809 – Artur Zawisza, polski kapitan, działacz niepodległościowy, uczestnik powstania listopadowego (zm. 1833)
- 1813 – Zefiryn Agostini, włoski duchowny katolicki, błogosławiony (zm. 1896)
- 1815 – Gabriela Puzynina, polska księżna, pisarka, pamiętnikarka (zm. 1869)
- 1816 – Ignazio Auconi, włoski duchowny katolicki, generał zakonu pallotynów (zm. 1877)
- 1817:
  - Władysław Bentkowski, polski polityk, dziennikarz, powstaniec (zm. 1887)
  - Ramón de Campoamor, hiszpański poeta, filozof (zm. 1901)
- 1821 – Cyprian Kamil Norwid, polski poeta, prozaik, dramatopisarz, tłumacz, eseista, grafik, rzeźbiarz, malarz, filozof (zm. 1883)
- 1824 – Ernst Reissner, niemiecki anatom (zm. 1878)
- 1826 – George Price Boyce, brytyjski malarz (zm. 1897)
- 1827 – Henry Slocum, amerykański generał (zm. 1894)
- 1828 – Mercedes Molina Ayala, ekwadorska zakonnica, błogosławiona (zm. 1883)
- 1831 – Herman Pełka, polski duchowny ewangelicki, pedagog, badacz folkloru mazurskiego (zm. 1900)
- 1835 – Felix von Königsdorff, niemiecki ziemianin, przedsiębiorca, polityk (zm. 1924)
- 1836:
  - Pablo Arosemena Alba, panamski dziennikarz, polityk, prezydent Panamy (zm. 1920)
  - Michał Schmidt, polski prawnik, polityk (zm. 1893)
  - Christoph von Tiedemann, niemiecki polityk (zm. 1907)
- 1837 – Aleksandr Imeretyński, rosyjski arystokrata, polityk (zm. 1900)
- 1840:
  - Rosendo Fernández, hiszpański malarz (zm. 1909)
  - Edward Stanhope, brytyjski arystokrata, polityk (zm. 1893)
- 1841 – Kate Brownlee Sherwood, amerykańska poetka (zm. 1914)
- 1842 – Michał Jankowski, polski przyrodnik i hodowca działający na Syberii (zm. 1912)
- 1844 – Max Noether, niemiecki matematyk, wykładowca akademicki pochodzenia żydowskiego (zm. 1921)
- 1845 – Kazimierz Loewe, polski architekt, inżynier budownictwa (zm. 1924)
- 1846 – Józef Rogosz, polski pisarz, wydawca, publicysta (zm. 1896)
- 1847 – Franciszek Gryglaszewski, polski działacz polonijny (zm. 1918)
- 1849 – Justin Foxton, australijski prawnik, wojskowy, polityk (zm. 1916)
- 1850 – Tokioki Nashiba, japoński admirał, polityk (zm. 1928)
- 1851 – Władysław Dulęba, polski adwokat, polityk (zm. 1930)
- 1855 – Michał Biernacki, polski wiolonczelista, pianista, kompozytor, dyrygent, pedagog, krytyk muzyczny (zm. 1936)
- 1856 – Ludwik Waryński, polski działacz socjalistyczny (zm. 1889)
- 1859 – Julius Klengel, niemiecki wiolonczelista, kompozytor, pedagog (zm. 1933)
- 1860:
  - Michał Rowiński, polski teoretyk literatury, pedagog (zm. 1925)
  - Hermann Traube, niemiecki mineralog (zm. 1913)
- 1861 – Walter Simons, niemiecki prawnik, polityk (zm. 1937)
- 1864 – Georges-Prudent-Marie Bruley des Varannes, francuski duchowny katolicki, biskup Monako (zm. 1943)
- 1867 – Albert Venn, amerykański zawodnik lacrosse (zm. 1908)
- 1870 – Georges Claude, francuski fizyk, wynalazca (zm. 1960)
- 1871 – Lottie Dod, brytyjska tenisistka, łuczniczka (zm. 1960)
- 1872:
  - Ignacy Gajniak, polski rolnik, rzemieślnik, mechanik-samouk (zm. 1932)
  - Jaan Teemant, estoński prawnik, polityk, Starszy Państwa (zm. ?)
- 1873 – Carl Ulitzka, niemiecki polityk (zm. 1953)
- 1874 – Kurt Dörry, niemiecki sportowiec, działacz sportowy (zm. 1947)
- 1875 – Helena Stattler, polska matematyk, pedagog, autorka podręczników szkolnych, działaczka niepodległościowa i oświatowa (zm. 1955)
- 1878 – Charles Ferdinand Ramuz, szwajcarski pisarz (zm. 1947)
- 1882 – Max Décugis, francuski tenisista (zm. 1978)
- 1884:
  - Gustave Garrigou, francuski kolarz szosowy (zm. 1963)
  - İsmet İnönü, turecki polityk, premier i prezydent Turcji (zm. 1973)
  - Hugo Schmeisser, niemiecki konstruktor broni (zm. 1953)
- 1885 – Stanisław Porembalski, polski urzędnik, samorządowiec, prezydent Kielc (zm. 1941)
- 1889:
  - Simon Kimbangu, kongijski działacz religijny (zm. 1951)
  - Stanisław Steczyński, podporucznik Legionów Polskich (zm. 1916)
- 1890 – Rudolf Viest, słowacki generał dywizji (zm. 1944)
- 1891 – Mir Yaqub Mehdiyev, azerski polityk, emigracyjny działacz narodowy, pisarz, publicysta, współpracownik obcych wywiadów (zm. 1952)
- 1892:
  - Adélard Godbout, kanadyjski polityk, premier prowincji Quebec (zm. 1956)
  - Franciszek Polniaszek, polski pułkownik (zm. 1940)
- 1894 – Gunnar Sköld, szwedzki kolarz szosowy (zm. 1971)
- 1895 – André Frédéric Cournand, amerykański lekarz, laureat Nagrody Nobla pochodzenia francuskiego (zm. 1988)
- 1896:
  - German Kempski, plutonowy Wojska Polskiego, odznaczony Orderem Virtuti Militari (zm. ?)
  - Francis Scott Fitzgerald, amerykański pisarz (zm. 1940)
  - Tadeusz Sygietyński, polski kompozytor, dyrygent, założyciel Państwowego Zespołu Ludowego Pieśni i Tańca „Mazowsze” (zm. 1955)
  - Elsa Triolet, francuska pisarka (zm. 1970)
  - Franciszek Wysłouch, polski pisarz, malarz (zm. 1978)
- 1898:
  - Jan Bilot, polski nauczyciel, policjant, pisarz (zm. 1940)
  - Howard Walter Florey, australijski farmakolog, laureat Nagrody Nobla (zm. 1968)
- 1899 – William Dobell, australijski rzeźbiarz, malarz (zm. 1970)
- 1900:
  - Stephen David Bechtel, amerykański przedsiębiorca (zm. 1989)
  - Zoltán Opata, węgierski piłkarz, trener (zm. 1982)
- 1901:
  - David Carnegie, brytyjski arystokrata, skeletonista (zm. 1963)
  - Witold Sylwanowicz, polski anatom, antropolog, wykładowca akademicki (zm. 1975)
- 1902:
  - Władysław Banaszkiewicz, polski lekkoatleta, średniodystansowiec, major piechoty, żołnierz AK, uczestnik powstania warszawskiego (zm. 1944)
  - Ruhollah Chomejni, irański duchowny, polityk, przywódca Iranu (zm. 1989)
  - Witold Wolibner, polski matematyk, wykładowca akademicki (zm. 1961)
- 1904:
  - Stanisław Barylski, polski architekt (zm. 1974)
  - Goodridge Roberts, kanadyjski malarz (zm. 1974)
- 1905:
  - Agnieszka Dobrowolska, polska historyk sztuki, etnograf (zm. 1979)
  - Johannes Käbin, estoński polityk komunistyczny (zm. 1999)
  - Tadeusz Konarski, polski komandor porucznik (zm. 1977)
  - Severo Ochoa de Albornoz, hiszpański biochemik, biolog molekularny, laureat Nagrody Nobla (zm. 1993)
- 1906:
  - Michael Jary, niemiecki kompozytor (zm. 1988)
  - Helena Kozłowska, polska działaczka partyjna (zm. 1967)
  - Józef Nawrot, polski piłkarz (zm. 1982)
  - Pol Swings, belgijski astrofizyk (zm. 1983)
  - Victor Wong, amerykański aktor pochodzenia chińskiego (zm. 1972)
- 1907 – Martín Marculeta, hiszpański piłkarz, trener (zm. 1984)
- 1908:
  - Eddie Hapgood, angielski piłkarz, trener (zm. 1973)
  - Alina Scholtz, polska architekt zieleni (zm. 1996)
  - Clara Thalmann, szwajcarska anarchistka (zm. 1987)
  - Bohdan Wroński, polski komandor (zm. 1985)
- 1909 – Gerard Ciołek, polski architekt, historyk sztuki ogrodowej (zm. 1966)
- 1910:
  - Delfín Benítez Cáceres, paragwajski piłkarz, trener (zm. 2004)
  - Cao Yu, chiński dramaturg (zm. 1996)
  - Reinhold Olesch, niemiecki językoznawca, slawista, wykładowca akademicki (zm. 1990)
- 1911:
  - Konstantin Czernienko, radziecki polityk, sekretarz generalny KC KPZR, przewodniczący Prezydium Rady Najwyższej ZSRR (zm. 1985)
  - Michał Hofman, polski dziennikarz (zm. 1989)
  - Marie Kraja, albańska śpiewaczka operowa (sopran) (zm. 1999)
  - Jan Szymanowski, polski generał brygady, major Armii Czerwonej (zm. 1985)
- 1912 – Bronisław Kawałek, polski nauczyciel, polityk, poseł na Sejm PRL (zm. 1990)
- 1913:
  - Lawrence Hugh Aller, amerykański astronom, astrofizyk, wykładowca akademicki (zm. 2003)
  - Herb Jeffries, amerykański aktor, piosenkarz (zm. 2014)
  - Edward Sieradzki, polski rzemieślnik, działacz spółdzielczy, polityk, poseł na Sejm PRL (zm. 2001)
- 1914:
  - John Kerr, australijski prawnik, polityk, gubernator generalny Australii (zm. 1991)
  - Jiří Kolář, czeski poeta, dramaturg, teoretyk literatury, tłumacz, plastyk (zm. 2002)
  - Andrzej Panufnik, polski kompozytor, dyrygent (zm. 1991)
  - Margarethe Weikert, austriacka narciarka alpejska
  - Harry Winter, niemiecko-austriacki piosenkarz (zm. 2001)
- 1915:
  - Grzegorz Dunecki, polski lekkoatleta, trener (zm. 1959)
  - Knut Schmidt-Nielsen, amerykański fizjolog pochodzenia norweskiego (zm. 2007)
- 1916:
  - Leon Klinghoffer, amerykański przedsiębiorca pochodzenia żydowskiego (zm. 1985)
  - Greer Skousen, meksykański koszykarz (zm. 1988)
- 1917:
  - Otto Günsche, niemiecki oficer SS (zm. 2003)
  - Lee Huan, tajwański polityk, premier Tajwanu (zm. 2010)
- 1918:
  - Hieronim Dekutowski, polski major, cichociemny, dowódca oddziałów partyzanckich AK, Delegatury Sił Zbrojnych na Kraj i WiN (zm. 1949)
  - Richard Hoggart, brytyjski literaturoznawca, kulturoznawca, socjolog (zm. 2014)
- 1919:
  - Gordon Carpenter, amerykański koszykarz (zm. 1988)
  - Jack Costanzo, amerykański perkusista jazzowy pochodzenia włoskiego (zm. 2018)
- 1920:
  - Richard Bong, amerykański pilot wojskowy, as myśliwski (zm. 1945)
  - Zulfikar Džumhur, jugosłowiański pisarz, scenarzysta, karykaturzysta (zm. 1989)
- 1921:
  - Anna Fehér, węgierska gimnastyczka (zm. 1999)
  - Danuta Łozińska, polska neonatolog, profesor nauk medycznych (zm. 2014)
  - Władysław Niewadził, polski bokser (zm. 1999)
  - Jerzy Suszko, polski dziennikarz sportowy, pisarz (zm. 2008)
- 1922:
  - Meche Barba, meksykańska aktorka, tancerka (zm. 2000)
  - Bert I. Gordon, amerykański reżyser, scenarzysta i producent filmowy (zm. 2023)
  - Wilhelm Hollender, polski producent i scenarzysta filmowy (zm. 1994)
  - Jørgen Leschly Sørensen, duński piłkarz (zm. 1999)
- 1923:
  - Raoul Bott, węgierski matematyk (zm. 2005)
  - Ziemowit Fedecki, polski pisarz, tłumacz (zm. 2009)
  - Ladislav Fuks, czeski pisarz (zm. 1994)
  - Janusz Grzymałowski, polski sierżant podchorąży, żołnierz AK, uczestnik powstania warszawskiego (zm. 1944)
  - Li Yuan-zu, tajwański polityk (zm. 2017)
- 1924:
  - Nina Boczarowa, ukraińska gimnastyczka sportowa (zm. 2020)
  - Olavi Rinteenpää, fiński lekkoatleta, długodystansowiec (zm. 2022)
- 1925:
  - Geoffrey Burbidge, brytyjski fizyk, astronom, wykładowca akademicki (zm. 2010)
  - Autar Singh Paintal, indyjski fizjolog, wykładowca akademicki (zm. 2004)
  - Władysław Żelazny, polski polityk, poseł na Sejm PRL (zm. 2008)
- 1926:
  - Ricardo María Carles Gordó, hiszpański duchowny katolicki, arcybiskup Barcelony, kardynał (zm. 2013)
  - Joe McNamee, amerykański koszykarz (zm. 2011)
  - Maria Stypułkowska-Chojecka, polska pedagog, działaczka podziemia antyhitlerowskiego (zm. 2016)
- 1927 – Irena Kornatowska, polska psychiatra, działaczka społeczna (zm. 2014)
- 1928:
  - Brian Cox, australijski rugbysta (zm. 2015)
  - Janusz Frankowski, polski duchowny katolicki, biblista (zm. 2017)
- 1929:
  - Jean-Marie Rausch, francuski menedżer, samorządowiec, polityk, mer Metz (zm. 2024)
  - Maurice Willems, belgijski piłkarz (zm. 1986)
- 1930:
  - Andrzej Bonasewicz, polski geograf (zm. 2016)
  - Aleksander Dziurowicz, polski piłkarz, bramkarz, trener (zm. 1992)
  - Jerzy Flisak, polski rysownik, grafik, scenograf (zm. 2008)
  - Jim Holstein, amerykański koszykarz (zm. 2007)
  - Józef Krupiński, polski poeta (zm. 1998)
  - Fernand Ouellette, kanadyjski poeta, prozaik, dziennikarz
  - Jadwiga Sambor, polska filolog, językoznawczyni (zm. 2014)
  - Hans Vermeer, niemiecki lingwista, badacz przekładoznawstwa (zm. 2010)
  - John Young, amerykański komandor US Navy, astronauta (zm. 2018)
- 1931:
  - Tom Adams, barbadoski polityk, premier Barbadosu (zm. 1985)
  - Âlvaro, brazylijski piłkarz (zm. 1991)
  - Czesław Kwietniewski, polski rolnik, polityk, poseł na Sejm PRL
  - Jerzy Łukaszewicz, polski polityk, poseł na Sejm PRL (zm. 1983)
  - Medardo Joseph Mazombwe, zambijski duchowny katolicki, arcybiskup Lusaki, kardynał (zm. 2013)
  - Mark Midler, rosyjski florecista (zm. 2012)
  - Anthony Newley, brytyjski aktor, wokalista, kompozytor, autor tekstów (zm. 1999)
  - Mike Parkes, brytyjski kierowca wyścigowy (zm. 1977)
  - Bohdan Pilarski, polski muzykolog, rolnik, polityk, poseł na Sejm PRL i RP (zm. 2018)
  - Eli’ezer Ronen, izraelski polityk (zm. 2016)
  - Hieronim Szczegóła, polski historyk, wykładowca akademicki (zm. 2024)
  - Michalina Wawrzynek, polska lekkoatletka, biegaczka średniodystansowa
- 1932:
  - Zbigniew Bartosiewicz, polski polityk, minister energetyki i energii atomowej (zm. 2002)
  - Edward Breza, polski pisarz, językoznawca, publicysta (zm. 2017)
  - Canhoteiro, brazylijski piłkarz (zm. 1974)
  - Jadwiga Maurer, polska pisarka pochodzenia żydowskiego (zm. 2012)
  - Anthony Milone, amerykański duchowny katolicki, biskup Great Falls-Billings (zm. 2018)
  - Miguel Montuori, włoski piłkarz (zm. 1998)
  - Anna Stańczykowska, polska hydrobiolog, profesor nauk przyrodniczych (zm. 2021)
  - Walter Wallmann, niemiecki samorządowiec, polityk (zm. 2013)
- 1933:
  - Raffaele Farina, włoski kardynał
  - Anwar Khan, pakistański hokeista na trawie (zm. 2014)
  - Feliks Kiryk, polski historyk, mediewista, publicysta (zm. 2022)
- 1934:
  - John Brunner, brytyjski pisarz science fiction (zm. 1995)
  - Manfred Wörner, niemiecki polityk, sekretarz generalny NATO (zm. 1994)
- 1935 – Vicente Lucas, portugalski piłkarz, trener pochodzenia mozambickiego
- 1936:
  - Gerard Głuchowski, polski filozof, wykładowca akademicki
  - Jim Henson, brytyjski plastyk, lalkarz, reżyser filmowy (zm. 1990)
  - John Magee, irlandzki duchowny katolicki, biskup Cloyne
  - Stanisław Nowicki, polski samorządowiec, burmistrz Przasnysza (zm. 2014)
- 1937:
  - Helga Hoffmann, niemiecka wszechstronna lekkoatletka
  - Juliusz Loranc, polski pianista, kompozytor (zm. 2016)
  - Umar Mawlichanow, rosyjski szablista (zm. 1999)
- 1938 – Jan Jeruzal, polski aktor
- 1939:
  - Andrzej Blikle, polski informatyk, matematyk, mistrz cukierniczy
  - Patrick Kearney, amerykański seryjny morderca
  - Erhard Meier, austriacki nauczyciel, samorządowiec, polityk
  - Jacques Vallée, francuski inwestor, informatyk, ufolog, astronom
- 1940 – Slaven Zambata, chorwacki piłkarz (zm. 2020)
- 1941:
  - Vittore Gottardi, szwajcarski piłkarz (zm. 2015)
  - Linda McCartney, brytyjska fotograf, muzyk, obrończyni praw zwierząt (zm. 1998)
  - Piotr Obrączka, polski literaturoznawca
  - Krzysztof Pazdro, polski chemik (zm. 2016)
- 1942:
  - Mike Berry, brytyjski aktor, piosenkarz (zm. 2025)
  - Tatsuo Sasaki, japoński zapaśnik
- 1943:
  - Willy Favre, szwajcarski narciarz alpejski (zm. 1986)
  - Claudio Martelli, włoski dziennikarz, polityk
- 1944:
  - Eavan Boland, irlandzka poetka (zm. 2020)
  - Lorenzo Bosisio, włoski kolarz szosowy i torowy
  - Bernd Bransch, niemiecki piłkarz (zm. 2022)
  - Paulo Leminski, brazylijski prozaik, poeta pochodzenia polskiego (zm. 1989)
  - Gilles Lipovetsky, francuski filozof, socjolog, wykładowca akademicki pochodzenia żydowskiego
  - Roza Salichowa, rosyjska siatkarka
  - Sven-Ole Thorsen, duński aktor, kaskader, kulturysta
- 1945 – David Drake, amerykański pisarz science fiction i fantasy (zm. 2023)
- 1946:
  - Natalja Arinbasarowa, rosyjska aktorka pochodzenia polsko-kazachskiego
  - Lars Emil Johansen, grenlandzki polityk, premier Grenlandii
  - Anna Komorowska, polska hrabianka, belgijska hrabina
  - Mária Mračnová, słowacka lekkoatletka, skoczkini wzwyż
  - Janusz Steinhoff, polski polityk, poseł na Sejm RP, wicepremier, minister gospodarki
- 1947:
  - Agnieszka Arnold, polska dokumentalistka, reżyserka i reporterka telewizyjna
  - Bernard Béguin, francuski kierowca wyścigowy i rajdowy
  - Heino Hansen, duński piłkarz
  - Tamás Mihály, węgierski basista, członek zespołu Omega (zm. 2020)
- 1948:
  - Phil Hartman, amerykański aktor, komik (zm. 1998)
  - Gerardo Melgar Viciosa, hiszpański duchowny katolicki, biskup Ciudad Real
  - Marian Miszalski, polski dziennikarz, publicysta, tłumacz, pisarz
  - Jan Stachura, polski kolarz szosowy
  - Agnieszka Zalewska, polska fizyk, profesor nauk fizycznych
- 1949:
  - Anders Arborelius, szwedzki duchowny katolicki, biskup sztokholmski
  - Baleka Mbete, południowoafrykańska polityk
  - Arno Steffenhagen, niemiecki piłkarz
  - Ludmiła Szwiecowa, rosyjska polityk (zm. 2014)
- 1950:
  - Samuel Aquila, amerykański duchowny katolicki, biskup Fargo, arcybiskup Denver
  - Per-Arne Arvidsson, szwedzki lekarz, polityk, eurodeputowany (zm. 2023)
  - Stanisław Chrobak, polski rolnik, samorządowiec, senator RP (zm. 2006)
  - José Poll, kubański zapaśnik (zm. 2020)
- 1951:
  - Paweł Birula, polski wokalista, gitarzysta, członek zespołu Exodus
  - Marie-Christine Debourse, francuska lekkoatletka, skoczkini wzwyż i wieloboistka
  - Serge Hercberg, francuski epidemiolog
  - Heinz Hoenig, niemiecki aktor
  - Ibrahim Hassane Mayaki, nigerski polityk, premier Nigru
  - Alfonso Antonio Portillo Cabrera, gwatemalski polityk, prezydent Gwatemali
- 1952:
  - Ivan David, czeski psychiatra, polityk
  - Joseph P. Kennedy II, amerykański polityk
  - Annegret Kroniger, niemiecka lekkoatletka, sprinterka
  - Jaume Llibre, hiszpański matematyk
  - Mark Sandman, amerykański wokalista, członek zespołu Morphine (zm. 1999)
  - Nikos Sergianopoulos, grecki aktor (zm. 2008)
  - Dorota Szwarcman, polska publicystka i krytyk muzyczny
  - Jerzy Tolak, polski menedżer muzyczny
- 1953:
  - Janusz Górski, polski grafik
  - Krzysztof Karewicz, polski malarz, rzeźbiarz
  - Zbigniew Moskal, polski aktor
  - Pavel Šámal, czeski prawnik, sędzia, prezes Sądu Najwyższego
- 1954:
  - Ashton Carter, amerykański polityk, sekretarz obrony (zm. 2022)
  - Balbina Herrera, panamska polityk
  - Lesław Paga, polski ekonomista (zm. 2003)
  - Lech Stefaniak, polski generał dywizji, dyplomata
  - Marco Tardelli, włoski piłkarz, trener
  - Ian Taylor, brytyjski hokeista na trawie, bramkarz
- 1955:
  - Yacine Bentaala, algierski piłkarz, bramkarz
  - Janusz Brzeski, polski związkowiec, polityk, poseł na Sejm RP (zm. 2020)
  - Lars Malmkvist, szwedzki zapaśnik
- 1956:
  - Stephen Brislin, południowoafrykański duchowny katolicki, arcybiskup Kapsztadu
  - Gu Cheng, chiński poeta, eseista, nowelista (zm. 1993)
  - Timothy McLaren, australijski wioślarz
  - Ilona Slupianek, niemiecka lekkoatletka, kulomiotka
  - Alicja Żebrowska, polska artystka współczesna
- 1957:
  - Leszek Chwat, polski samorządowiec, polityk, poseł na Sejm PRL i RP
  - Steve Foster, angielski piłkarz
  - Teresa Lewicka, polska lekkoatletka, skoczkini w dal
  - Wolfgang Wolf, niemiecki piłkarz, trener
  - Henryk Maciej Woźniak, polski samorządowiec, polityk, senator RP, prezydent Gorzowa Wielkopolskiego
- 1958:
  - Jan Dobrzyński, polski polityk, wojewoda podlaski, senator RP
  - Luisa Merea, peruwiańska siatkarka
  - Kevin Sorbo, amerykański aktor
  - Alenka Sottler, słoweńska malarka, ilustratorka
- 1959:
  - Denis D’Amour, kanadyjski gitarzysta, członek zespołu Voivod (zm. 2005)
  - Jan Dziedzic, polski generał brygady
  - Ana Mato, hiszpańska polityk
  - Marek Mikos, polski menedżer, dziennikarz, publicysta, pisarz, dyrektor teatru
  - Steve Whitmire, amerykański aktor-lalkarz
- 1960:
  - Gustavo Bombin Espino, hiszpański duchowny katolicki, biskup Tsiroanomandidy i Maintirano na Madagaskarze
  - Joanna Maria Rybczyńska, polska artystka fotografik, malarka (zm. 2014)
- 1961:
  - Pierre Cosso, francuski aktor, piosenkarz pochodzenia algierskiego
  - Nancy Garapick, kanadyjska pływaczka
  - John Logan, amerykański dramaturg, scenarzysta i producent filmowy
- 1962:
  - Mariusz Łuczyk, polski nauczyciel, samorządowiec, polityk, wicewojewoda pomorski
  - Ally McCoist, szkocki piłkarz, trener
  - Mike Phelan, angielski piłkarz
  - Rochus Josef Tatamai, papuaski duchowny katolicki, arcybiskup Rabaul
  - Raj Tischbierek, niemiecki szachista, trener
  - Nia Vardalos, kanadyjska aktorka, scenarzystka filmowa pochodzenia greckiego
- 1963:
  - Yvetta Blanarovičová, słowacka aktorka, piosenkarka
  - Igors Kazanovs, łotewski lekkoatleta, płotkarz pochodzenia rosyjskiego
  - Dorina Vaccaroni, włoska florecistka
- 1964:
  - Ainhoa Arteta, hiszpańska śpiewaczka operowa (sopran)
  - Jeff Krosnoff, amerykański kierowca wyścigowy (zm. 1996)
  - Marko Pomerants, estoński polityk
- 1965:
  - Anders Limpar, szwedzki piłkarz
  - Keiko Miyajima, japońska siatkarka
  - Sari Sarkomaa, fińska radiolog, polityk
  - Robert Siboldi, urugwajski piłkarz, bramkarz, trener
  - Valeriu-Andrei Steriu, rumuński ekonomista, polityk
- 1966:
  - Wiktor Bater, polski dziennikarz, korespondent wojenny (zm. 2020)
  - Christophe Bouchut, francuski kierowca wyścigowy
  - Alfred Hörtnagl, austriacki piłkarz
  - Erika Mészáros, węgierska kajakarka
  - Piotr Mularuk, polski reżyser, scenarzysta i producent filmowy i telewizyjny
- 1967:
  - Noreena Hertz, brytyjska ekonomistka pochodzenia żydowskiego
  - Andreea Păstârnac, rumuńska filolog, dyplomata, polityk
  - Igor Protti, włoski piłkarz
- 1968:
  - Saad Shaddad Al-Asmari, saudyjski lekkoatleta, długodystansowiec
  - Saleh Al-Dawod, saudyjski piłkarz
  - Robert Cichoń, polski aktor, kaskader
  - Attila Feri, rumuński i węgierski sztangista
  - Lars Bo Hansen, duński szachista
  - Mike Obiku, nigeryjski piłkarz
  - Arawat Sabiejew, niemiecki zapaśnik pochodzenia kazachskiego
- 1969:
  - Hussain Ghuloum Abbas, emiracki piłkarz
  - Hakkı Başar, turecki zapaśnik
  - Shawn Crahan, amerykański muzyk, wokalista, członek zespołów: Slipknot, To My Surprise i Dirty Little Rabbits
  - Tomasz Giedrojć, polski piłkarz
  - Juryj Humianiuk, białoruski poeta, prozaik, dziennikarz (zm. 2013)
  - Kęstutis Kriščiūnas, litewski samorządowiec, polityk
  - Raluca Prună, rumuńska prawnik, politolog, polityk
  - Goya Toledo, hiszpańska aktorka
- 1970:
  - Karen Forkel, niemiecka lekkoatletka, oszczepniczka
  - Bernd Kroschewski, niemiecki snowboardzista
  - Silvia Poll, kostarykańska pływaczka pochodzenia niemieckiego
  - Katarzyna Tlałka, polska aktorka
- 1971:
  - Guðrún Arnardóttir, islandzka wszechstronna lekkoatletka
  - Alessandro Dalla Valle, włoski żużlowiec
  - Tomasz Kłoczko, polski kolarz szosowy
  - Marek Pohl, polski hokeista
  - Janusz Ślączka, polski żużlowiec, trener
  - Filip Wolański, polski historyk, wykładowca akademicki
- 1972:
  - Lluís Carreras, hiszpański piłkarz, trener
  - Jesse Hughes, amerykański muzyk, członek zespołu Eagles of Death Metal
  - Ołena Petrowa, ukraińska biathlonistka
  - Michał Probierz, polski piłkarz, trener
  - Pablo Rago, argentyński aktor
- 1973:
  - Ernest Bejda, polski prawnik, urzędnik państwowy
  - Robert Dąbrowski, polski futsalista
  - Gillian Lindsay, brytyjska wioślarka
  - Rodrick Rhodes, amerykański koszykarz, trener
  - Tomasz Sobczak, polski piłkarz
- 1974:
  - Kenneth Braaten, norweski narciarz, specjalista kombinacji norweskiej
  - Niels Brinck, duński piosenkarz
  - Jeroen Heubach, holenderski piłkarz
  - Marty Kudelka, amerykański choreograf
  - Adrian Copilul Minune, rumuński piosenkarz
  - Mathias Svensson, szwedzki piłkarz
  - Jim Thomas, amerykański tenisista
  - Igor Vušurović, czarnogórski siatkarz
  - Kati Wolf, węgierska piosenkarka
- 1975:
  - Arkadiusz Kremza, polski poeta (zm. 2020)
  - Sergio Múñiz, hiszpański aktor, model
  - Jonah Sawieh, liberyjski piłkarz
  - Emilio Urbano, włoski rysownik, projektant
  - Nikki Ziegelmeyer, amerykańska łyżwiarka szybka, specjalistka short tracku
- 1976:
  - Adrian Aliaj, albański piłkarz
  - Michelle Ferris, australijska kolarka torowa
  - Mark Hylton, brytyjski lekkoatleta, sprinter
  - Alessandra Locatelli, włoska polityk
  - Reagan Dale Neis, kanadyjska aktorka
  - Marek Opioła, polski polityk, poseł na Sejm RP
  - Olga Riabinkina, rosyjska lekkoatletka, kulomiotka
  - Dave Weiner, amerykański gitarzysta
- 1977:
  - Marieh Delfino, amerykańska aktorka pochodzenia wenezuelsko-kubańskiego
  - Frank Fahrenhorst, niemiecki piłkarz
  - Nuno Frechaut, portugalski piłkarz
- 1978:
  - Wietse van Alten, holenderski łucznik
  - Marek Zieńczuk, polski piłkarz
- 1979:
  - Muhammad Shukor Adan, malezyjski piłkarz
  - Fábio Aurélio, brazylijski piłkarz
  - Justin Bruening, amerykański aktor, model
  - Badri Chasaia, gruziński zapaśnik
  - Jin Jong-oh, południowokoreański strzelec sportowy
  - Katja Kassin, niemiecka aktorka filmów porno
- 1980:
  - Daniele Bennati, włoski kolarz szosowy
  - Sara McMann, amerykańska zapaśniczka
  - Sizwe Ndlovu, południowoafrykański wioślarz
  - Petri Pasanen, fiński piłkarz
  - Victoria Pendleton, brytyjska kolarka torowa
  - John Arne Riise, norweski piłkarz
  - Oenone Wood, australijska kolarka szosowa
- 1981:
  - Ryan Briscoe, australijski kierowca wyścigowy
  - Drew Gooden, amerykański koszykarz
  - Tomáš Surový, słowacki hokeista
  - Balázs Tóth, węgierski piłkarz
  - Brian Vandenbussche, belgijski piłkarz, bramkarz
- 1982:
  - Stef Clement, holenderski kolarz szosowy
  - Morgan Hamm, amerykański gimnastyk
  - Paul Hamm, amerykański gimnastyk
  - Aleksander Mitrović, serbski siatkarz
- 1983:
  - Lyndon Ferns, południowoafrykański pływak
  - Liam Finn, nowozelandzki gitarzysta, wokalista, lider zespołu Betchadupa
  - Randy Foye, amerykański koszykarz
  - Radosław Glonek, polski florecista
  - Barbara Sachmacińska, polska sztangistka
  - Zane Tamane, łotewska koszykarka
- 1984:
  - Anwar Ali, indyjski piłkarz
  - Bobby Brown, amerykański koszykarz
  - Klaudia Jans-Ignacik, polska tenisistka
  - Ludmyła Josypenko, ukraińska lekkoatletka, wieloboistka
  - Katarzyna Jóźwicka, polska siatkarka
  - Mike Lundin, amerykański hokeista
  - Ryan Paevey, amerykański aktor, model
  - Mickaël Poté, beniński piłkarz
- 1985:
  - Kimberley Nixon, brytyjska aktorka
  - Sophie de Ronchi, francuska pływaczka
  - Maria Eleonor Tavares, francuska lekkoatletka, tyczkarka
  - Łukasz Tusk, polski polityk, poseł na Sejm RP
- 1986:
  - Yosimar Arias, kostarykański piłkarz
  - Dominik Depta, polski piłkarz, futsalista, piłkarz plażowy
  - Kostiantyn Krawczenko, ukraiński piłkarz
- 1987:
  - Andrea Caianiello, włoski wioślarz
  - Spencer Treat Clark, amerykański aktor
  - Matthew Connolly, angielski piłkarz
  - Gürhan Gürsoy, turecki piłkarz
  - Chris Holder, australijski żużlowiec
  - Aleksandr Kalanin, rosyjski hokeista (zm. 2011)
  - Błażej Krzyształowicz, polski siatkarz, trener
  - Christian Lealiʻifano, australijski rugbysta pochodzenia samoańskiego
  - Senzo Meyiwa, południowoafrykański piłkarz, bramkarz (zm. 2014)
  - Pak Song-chol, północnokoreański piłkarz
  - Milojko Spajić, czarnogórski polityk, premier Czarnogóry
- 1988:
  - Joline Höstman, szwedzka pływaczka
  - Genevieve Morrison, kanadyjska zapaśniczka
  - Birgit Õigemeel, estońska piosenkarka
  - Moisés Sierra, dominikański baseballista
  - Kyle Sullivan, amerykański aktor
  - Szymon Piotr Warszawski, polski aktor
- 1989:
  - Rebecca Johnston, kanadyjska hokeistka
  - Joaquín Marín, hiszpański piłkarz
- 1990:
  - Kristina Baltić, serbska koszykarka
  - Jasmien Biebauw, belgijska siatkarka
  - Danielle Lappage, kanadyjska zapaśniczka
  - Akari Ogata, japońska judoczka
- 1991:
  - Do Ji-han, południowokoreański aktor
  - Lorenzo Ebecilio, holenderski piłkarz pochodzenia surinamskiego
  - Owen Farrell, angielski rugbysta
  - Perry Jones III, amerykański koszykarz
  - Anna Karczmarczyk, polska aktorka
  - Brittany Phelan, kanadyjska narciarka dowolna
  - Mateusz Przybylski, polski piłkarz ręczny
  - Oriol Romeu, hiszpański piłkarz
- 1992:
  - Krystyna Klimczak, polska łyżwiarka figurowa
  - Jack Sock, amerykański tenisista
- 1993:
  - Kevin Ceccon, włoski kierowca wyścigowy
  - Sonya Deville, amerykańska judoczka, wrestlerka pochodzenia włoskiego
  - Oksana Krasnokutska, rosyjska lekkoatletka, skoczkini wzwyż
  - Edward Mazur, polski żużlowiec
  - Jessy Pi, francuski piłkarz
  - Ben Platt, amerykański aktor, piosenkarz
  - Omar Prewitt, amerykański koszykarz
- 1994:
  - Frederik Holst, duński piłkarz
  - Alexandra Lazic, szwedzka siatkarka
  - Rebecka Lazic, szwedzka siatkarka
  - Budge Manzia, kongijski piłkarz
  - Justyna Śmietanka, polska lekkoatletka, tyczkarka
  - Nicola Tumolero, włoski łyżwiarz szybki
- 1995:
  - Muhammad Bilal, pakistański zapaśnik
  - Lukas Klemenz, polski piłkarz
- 1996:
  - Souleyman Doumbia, iworyjski piłkarz
  - Wieranika Iwanowa, białoruska zapaśniczka
  - Terence Weber, niemiecki kombinator norweski
- 1997:
  - Hu Jinqiu, chiński koszykarz
  - Kaysha Love, amerykańska bobsleistka, lekkoatletka
  - Dodi Lukebakio, kongijsko-belgijski piłkarz
  - David Mehić, serbski siatkarz
  - Nguyễn Thị Hương, wietnamska pięściarka
  - Armando Rami, albański piłkarz
  - Rayjon Tucker, amerykański koszykarz
- 1998:
  - Nikolas Cruz, amerykański masowy morderca
  - Alessia Tresoldi, włoska modelka, aktorka
- 1999:
  - Leandro Andrade, kabowerdyjski piłkarz
  - Britt Herbots, belgijska siatkarka
  - Isaiah Mobley, amerykański koszykarz
  - Weronika Preihs, polska koszykarka
  - Julia Rocka, polska piosenkarka, autorka tekstów, aktorka
  - Ema Strunjak, chorwacka siatkarka
- 2000:
  - Alexandro Bernabéi, argentyński piłkarz
  - Lubeni Haukongo, namibijski piłkarz
  - Aleksandra Polańska, polska pływaczka
  - Federica Squarcini, włoska siatkarka
- 2001:
  - Joris Chotard, francuski piłkarz
  - Gabriel Diallo, kanadyjski tenisista
  - Elvira Kamaloğlu, turecka zapaśniczka
  - Alfonso Mestre, wenezuelski pływak
  - Tanner Tessmann, amerykański piłkarz
- 2002:
  - Jéssica Bouzas Maneiro, hiszpańska tenisistka
  - Kim Ga-eul, południowokoreańska piosenkarka, raperka
  - Zhou Xiaoyang, chiński skoczek narciarski
- 2003 – Joe Locke, brytyjski aktor

## Zmarli
- 366 – Liberiusz, papież (ur. ?)
- 768 – Pepin Krótki, majordom Neustrii, Burgundii i Austrazji, król Franków (ur. 714)
- 911 – (lub 20 września) Ludwik IV Dziecię, król wschodniofrankijski (ur. 893)
- 1046 – Gerard Sagredo, włoski opat, biskup misyjny, męczennik, święty (ur. ok. 980)
- 1054 – Herman z Reichenau, niemiecki benedyktyn, astronom, matematyk, kompozytor, kronikarz, poeta (ur. 1013)
- 1120 – Welf II, książę Bawarii (ur. 1072)
- 1143:
  - Innocenty II, papież (ur. ?)
  - Agnieszka von Waiblingen, księżna Szwabii, margrabina Austrii (ur. 1072)
- 1180 – Manuel I Komnen, cesarz bizantyński (ur. 1118)
- 1213 – Gertruda z Meran, królowa Węgier (ur. 1185)
- 1218 – Robert Flower z Knaresborough, angielski pustelnik, święty (ur. ok. 1160)
- 1228 – Stefan Pierwszy Koronowany, król Serbii (ur. ok. 1165)
- 1230 – (lub 23 września) Alfons IX, król Leónu (ur. 1171)
- 1341 – Dalmacjusz Moner, kataloński dominikanin, błogosławiony (ur. 1291)
- 1359 – Jakub, polski duchowny katolicki, biskup chełmiński (ur. ?)
- 1405 – Prokop Luksemburski, margrabia Moraw (ur. 1355)
- 1407 – Andronik V Paleolog, współcesarz bizantyński (ur. 1400)
- 1435 – Izabela Bawarska, królowa i regentka Francji (ur. 1371)
- 1438 – Jakub II de Burbon-La Marche, francuski arystokrata, wojskowy (ur. 1370)
- 1494 – Angelo Poliziano, włoski pisarz, humanista (ur. 1454)
- 1499 – Cristoforo Landino, włoski humanista, filozof, pisarz (ur. 1425)
- 1533 – Jean d’Orléans-Longueville, francuski duchowny katolicki, biskup Orleanu, kardynał (ur. 1484)
- 1534 – Michał Gliński, litewski kniaź, marszałek nadworny litewski (ur. ok. 1470)
- 1541 – Paracelsus, niemiecki lekarz, chemik, filozof (ur. 1493)
- 1545 – Albrecht Hohenzollern, markgraf Brandenburgii, kardynał (ur. 1490)
- 1572 – Tupac Amaru, król Inków (ur. 1545)
- 1581 – Nikander Pskowski, rosyjski święty mnich prawosławny, wizjoner, pustelnik (ur. 1507)
- 1620 – Leoncjusz (Karpowicz), polski duchowny prawosławny, działacz dyzuniucki, święty (ur. ok. 1580)
- 1621 – Jan Karol Chodkiewicz, hetman wielki litewski, wojewoda wileński (ur. 1560)
- 1625 – Zofia Smoszewska, polska zakonnica (ur. 1562)
- 1637 – Antoni Gonzales, hiszpański dominikanin, misjonarz, męczennik, święty (ur. ok. 1593)
- 1645 – William Lawes, angielski kompozytor (ur. 1602)
- 1680 – Władysław Leszczyński, polski paulin, organista, kompozytor, kantor i magister kapeli jasnogórskiej (ur. 1616)
- 1685 – Gustaf Otto Stenbock, szwedzki dowódca wojskowy, polityk (ur. 1614)
- 1707 – Vincenzo da Filicaja, włoski poeta (ur. 1642)
- 1715 – Dom Pérignon, francuski benedyktyn (ur. 1638)
- 1721 – Pacyfik z San Severino, włoski duchowny katolicki, święty (zur. 1653)
- 1732 – Reigen, cesarz Japonii (ur. 1654)
- 1735:
  - Petr Brandl, czeski malarz (ur. 1668)
  - Karel Slavíček, czeski jezuita, matematyk, astronom, sinolog (ur. 1678)
- 1748 – Albrecht Wolfgang, niemiecki arystokrata, hrabia Schaumburg-Lippe, oficer (ur. 1699)
- 1757 – Gaston Charles Pierre de Lévis de Mirepoix, francuski arystokrata, wojskowy, dyplomata, marszałek Francji (ur. 1699)
- 1759 – Johann Georg Stockmar, niemiecki malarz (ur. 1700)
- 1772 – Antoni Krzycki, polski szlachcic, polityk (ur. ?)
- 1802 – Aleksandr Radiszczew, rosyjski pisarz, filozof (ur. 1749)
- 1803 – Helena Pawłowna Romanowa, wielka księżna rosyjska (ur. 1784)
- 1812 – Fryderyk Karol August, książę Waldeck-Pyrmont (ur. 1743)
- 1813 – André Grétry, francuski kompozytor (ur. 1741)
- 1816 – Michał Sokolnicki, polski generał, inżynier, polityk (ur. 1760)
- 1822 – Achille Etna Michallon, francuski malarz (ur. 1796)
- 1834 – Piotr I, cesarz Brazylii, król Portugalii (ur. 1798)
- 1835 – John Pitt, brytyjski arystokrata, wojskowy, polityk (ur. 1756)
- 1842 – Edward Thomas Daniell, brytyjski duchowny anglikański, malarz, grafik, podróżnik (ur. 1804)
- 1845 – Jan Nepomucen Piotr Kaszewski, polski major, skrzypek, kompozytor (ur. 1783)
- 1847 – Iwan Snihurski, ukraiński duchowny greckokatolicki, biskup przemyski, filantrop, mecenas (ur. 1784)
- 1848 – Branwell Brontë, brytyjski malarz, poeta, prozaik (ur. 1817)
- 1852:
  - Francisco Castaños, hiszpański generał (ur. 1758)
  - Gustaw, książę szwedzki i norweski (ur. 1827)
- 1856 – Henry Hardinge, brytyjski arystokrata, wojskowy, polityk (ur. 1785)
- 1858 – Aleksandr Golicyn, rosyjski książę, generał-major (ur. 1789)
- 1860 – Anna Maria, księżniczka wirtemberska, księżna Saksonii-Coburg-Gotha (ur. 1799)
- 1861 – Angelo Ramazzotti, włoski duchowny katolicki, patriarcha Wenecji, kardynał-nominat (ur. 1800)
- 1862 – Antoni Marcin Slomšek, słoweński duchowny katolicki, biskup, promotor kultury narodowej, kaznodzieja, błogosławiony (ur. 1800)
- 1869 – John Horsburgh, szkocki rytownik (ur. 1791)
- 1872 – Karol Godeffroy, polski hrabia, ziemianin, przedsiębiorca (ur. 1839)
- 1874 – Teofil Iwanowski, polski generał w służbie argentyńskiej (ur. 1827)
- 1877 – Takamori Saigō, japoński samuraj (ur. 1828)
- 1878:
  - Amália dos Passos Figueiroa, brazylijska poetka, dziennikarka (ur. 1845)
  - Jan Pilecki, polski lekarz, dziennikarz, działacz społeczny (ur. 1821)
- 1880 – Oswald Hönigsmann, polski polityk pochodzenia żydowskiego (ur. 1824)
- 1881 – Friedrich von Thun und Hohenstein, austro-węgierski polityk, dyplomata (ur. 1810)
- 1885 – Ebenezer Swift, amerykański lekarz (ur. 1819)
- 1887 – Jan Besta, niemiecki nauczyciel, pisarz (ur. 1812)
- 1889:
  - Daniel Hill, amerykański generał konfederacki (ur. 1821)
  - Izaak Kramsztyk, polski rabin, kaznodzieja, prawnik, publicysta (ur. 1814)
- 1891:
  - Izydor Kopernicki, polski antropolog, etnolog (ur. 1825)
  - Albert Emil Nüscke, niemiecki budowniczy statków (ur. 1817)
  - Aleksandra Romanowa, księżniczka duńska i grecka, wielka księżna rosyjska (ur. 1870)
- 1894 – Wincenty Prokopowicz, polski prawnik, redaktor, wydawca, encyklopedysta (ur. 1825)
- 1896 – Louis De Geer, szwedzki pisarz, polityk, premier Szwecji (ur. 1818)
- 1897 – Honorata Łukasiewicz, polska działaczka społeczna (ur. 1837)
- 1898 – Józef Bergson, polski kupiec pochodzenia żydowskiego (ur. 1827)
- 1903 – Edouard Taylor, francuski kolarz szosowy i torowy (ur. 1880)
- 1904 – Niels Ryberg Finsen, duński lekarz, laureat Nagrody Nobla pochodzenia islandzkiego (ur. 1860)
- 1909 – William Harrell Felton, amerykański duchowny metodystyczny, polityk (ur. 1823)
- 1912 – Antoni Szczerbowski, polski działacz strażacki, konstruktor, dziennikarz (ur. 1859)
- 1913 – Jan Berson, polski przemysłowiec, filantrop pochodzenia żydowskiego (ur. 1829)
- 1914 – İsmail Gaspıralı, krymskotatarski intelektualista, pedagog, wydawca, polityk (ur. 1851)
- 1915:
  - Roman Potocki, polski hrabia, polityk (ur. 1851)
  - Leopold Zoner, polski drukarz, wydawca, działacz społeczny (ur. 1839)
- 1916:
  - Wilhelm Apter, polski architekt pochodzenia żydowskiego (ur. 1855)
  - Suren Spandarian, ormiański rewolucjonista, bolszewik (ur. 1882)
- 1920:
  - Inessa Armand, rosyjska komunistka pochodzenia francuskiego, kochanka Włodzimierza Lenina (ur. 1874)
  - Zdzisław Chłapowski, polski podporucznik kawalerii (ur. 1892)
  - Peter Carl Fabergé, rosyjski jubiler, złotnik pochodzenia francuskiego (ur. 1846)
  - Władysław Wodniecki, polski podporucznik, instruktor harcerski (ur. 1898)
- 1923 – Gustav Wittfeld, polski inżynier mechanik, urzędnik (ur. 1855)
- 1924 – Manuel Estrada Cabrera, gwatemalski prawnik, polityk, prezydent Gwatemali (ur. 1857)
- 1926:
  - Kolumba Gabriel, polska zakonnica, błogosławiona (ur. 1858)
  - Jindřich Kostrba, czeski pilot wojskowy, as myśliwski (ur. 1883)
- 1929:
  - Otto Aussem, radziecki dyplomata pochodzenia niemieckiego (ur. 1875)
  - Herbert Chermside, brytyjski generał porucznik, administrator kolonialny (ur. 1850)
  - Antonius Colenbrander, holenderski jeździec sportowy (ur. 1889)
  - Zygmunt Grudziński, polski radiolog (ur. 1870)
  - Michał Sroczyński, polski inżynier górnictwa, przemysłowiec naftowy (ur. 1878)
- 1930:
  - Maria Louvet, francuska piosenkarka kabaretowa, kochanka księcia Monako Ludwika II (ur. 1867)
  - William Diller Matthew, amerykański zoogeograf, paleontolog (ur. 1871)
  - Otto Mueller, niemiecki grafik, malarz (ur. 1874)
- 1932 – Gaspar Rosés, hiszpański polityk, działacz piłkarski (ur. ?)
- 1933 – Edwin Jahnke, polski skrzypek, pedagog, działacz muzyczny (ur. 1858)
- 1934 – Archibald Thomas Robertson, amerykański biblista i kaznodzieja protestancki (ur. 1863)
- 1936:
  - Józef Rajmund Ferragud Girbés, hiszpański działacz Akcji Katolickiej, męczennik, błogosławiony (ur. 1887)
  - Józef Rajmund Paschalis Ferrer Botella, hiszpański duchowny katolicki, męczennik, błogosławiony (ur. 1894)
  - Józef Maria Ferrándiz Hernández, hiszpański duchowny katolicki, męczennik, błogosławiony (ur. 1879)
  - Encarnación Gil Valls, hiszpańska działaczka Akcji Katolickiej, męczennica, błogosławiona (ur. 1888)
- 1937 – Janina Giżycka, polska pielęgniarka, działaczka społeczna i oświatowa (ur. 1877)
- 1939:
  - Tadeusz Karszo-Siedlewski, polski przemysłowiec, polityk, senator RP (ur. 1893)
  - Carl Laemmle, niemiecki producent filmowy (ur. 1867)
  - Oskar Sosnowski, polski architekt, konserwator zabytków (ur. 1880)
  - Józef Szanajca, polski inżynier architekt (ur. 1902)
- 1940:
  - Béla Iványi-Grünwald, węgierski malarz (ur. 1867)
  - Edmund Oscar von Lippmann, niemiecki chemik, historyk nauki, wykładowca akademicki pochodzenia żydowskiego (ur. 1857)
- 1941 – Gottfried Feder, niemiecki ekonomista, polityk nazistowski (ur. 1883)
- 1942 – Janne Gustafsson, szwedzki strzelec sportowy (ur. 1883)
- 1943:
  - August Kretschmann, niemiecki SS-Hauptscharführer (ur. 1895)
  - Mitrofan Zińkowicz, radziecki generał major (ur. 1900)
- 1944 – Polegli w powstaniu warszawskim:
  - Jan Gordziałkowski, polski lekarz weterynarii (ur. 1863)
  - (lub 18 września) Tadeusz Kołecki, polski podporucznik, żołnierz AK (ur. 1921)
  - Irena Kowalska-Wuttke, polska podharcmistrzyni, żołnierz AK, łączniczka (ur. 1920)
  - Krystyna Niżyńska, polska sanitariuszka, żołnierz AK, harcerka Szarych Szeregów (ur. 1928)
  - Hugo Thimig, austriacki aktor, dyrektor teatru (ur. 1854)
  - Grażyna Zasacka, polska sanitariuszka, żołnierz AK (ur. 1922)
- 1945 – Hans Geiger, niemiecki fizyk (ur. 1882)
- 1948 – Warren William, amerykański aktor (ur. 1894)
- 1949:
  - Enrico Guazzoni, włoski reżyser filmowy (ur. 1876)
  - Edward Owen, brytyjski lekkoatleta, długodystansowiec (ur. 1886)
  - Henry Petersen, duński lekkoatleta, tyczkarz (ur. 1900)
- 1950 – Wiktoria z Hesji-Darmstadt, niemiecka arystokratka (ur. 1863)
- 1953 – Lucien Lévy-Dhurmer, francuski malarz (ur. 1865)
- 1955:
  - Bronisław Marks, polski związkowiec, polityk, poseł na Sejm PRL (ur. 1894)
  - Kazimierz Simm, polski zoolog, entomolog, spongiolog (ur. 1884)
- 1956 – Earl Godwin, amerykański reporter radiowy (ur. 1881)
- 1958 – Zygmunt Hellwig, polski ogrodnik, architekt (ur. 1899)
- 1960 – Johnny Thomson, amerykański kierowca wyścigowy (ur. 1922)
- 1961 – Iwo Wesby, amerykański kompozytor, dyrygent pochodzenia polsko-żydowskiego (ur. 1902)
- 1962:
  - Stefan Laskowski, polski aktor, pilot wojskowy (ur. 1903)
  - Charles Reisner, amerykański aktor, reżyser filmowy (ur. 1887)
- 1964 – Paul Kahle, niemiecki orientalista (ur. 1875)
- 1966 – Constantino Mollitsas, brazylijski piłkarz (ur. 1899)
- 1967 – Robert van Gulik, holenderski orientalista, dyplomata, pisarz (ur. 1910)
- 1968:
  - Branislav Sekulić, serbski piłkarz, trener (ur. 1906)
  - Virginia Valli, amerykańska aktorka (ur. 1898)
- 1969 – Rodolfo Biagi, argentyński kompozytor (ur. 1906)
- 1971 – Franciszek Łyp, polski podróżnik, publicysta (ur. 1888)
- 1973 – Josué de Castro, brazylijski geograf, lekarz, pisarz, dyplomata, działacz społeczny, polityk (ur. 1908)
- 1974 – Piotr Szyło, rosyjski emigracyjny wojskowy, dyrygent, reżyser, aktor, śpiewak operowy, działacz kulturalny (ur. 1897)
- 1975 – Aleksander Juszkiewicz, polski ekonomista, polityk, działacz ruchu ludowego, członek Rady Państwa (ur. 1915)
- 1976:
  - Maurice Baumer, brytyjski kierowca wyścigowy (ur. 1899)
  - Stefan Kacperski, polski prawnik, działacz turystyczny (ur. 1926)
  - Achille Souchard, francuski kolarz szosowy (ur. 1900)
- 1977 – Artiom Faljan, rosyjski piłkarz, trener pochodzenia ormiańskiego (ur. 1919)
- 1978:
  - Ruth Etting, amerykańska piosenkarka, aktorka (ur. 1896)
  - Hasso von Manteuffel, niemiecki generał, polityk (ur. 1897)
  - Ida Noddack, niemiecka chemik (ur. 1896)
- 1979:
  - Vasco Bergamaschi, włoski kolarz szosowy (ur. 1909)
  - Wim Tap, belgijski piłkarz (ur. 1903)
- 1981 – Stefania Krupa, polska gimnastyczka, sędzina, działaczka sportowa (ur. 1909)
- 1982:
  - Aleksy (Jaroszuk), polski duchowny prawosławny, arcybiskup, ordynariusz diecezji wrocławsko-szczecińskiej (ur. 1925)
  - Józef Nawrot, polski piłkarz, żołnierz (ur. 1906)
- 1983:
  - Henryk Ryl, polski reżyser teatralny (ur. 1911)
  - Roman Szydłowski, polski dziennikarz, publicysta, krytyk teatralny (ur. ?)
- 1984:
  - Denis Blundell, nowozelandzki prawnik, dyplomata, polityk, krykiecista (ur. 1907)
  - Zuzka Zguriška, słowacka poetka, pisarka, dramaturg, scenarzystka, tłumaczka, aktorka (ur. 1900)
- 1985 – Paul Mann, amerykański aktor (ur. 1913)
- 1986:
  - Maurice Delvart, francuski lekkoatleta, sprinter (ur. 1899)
  - Filoteusz (Narko), białoruski duchowny francuski, arcybiskup berliński i niemiecki (ur. 1905)
  - Adolf Tołkaczow, radziecki inżynier, współpracownik amerykańskiego wywiadu (ur. 1927)
- 1987:
  - Stanisław Łukaszewicz, polski inżynier mechanik, konstruktor samochodowy (ur. 1923)
  - Josef Tabenkin, izraelski podpułkownik (ur. 1921)
  - Wasilij Wiednikow, radziecki polityk (ur. 1918)
- 1988:
  - Aziz Suryal Atiya, egipski historyk, koptolog, wykładowca akademicki (ur. 1898)
  - Wilhelm Gerard Burgers, holenderski fizyk, chemik, krystalograf, wykładowca akademicki (ur. 1897)
- 1989 – Chryzostom (Vojinović), serbski biskup prawosławny (ur. 1911)
- 1990:
  - Antoni Basiński, polski chemik, wykładowca akademicki (ur. 1905)
  - Zlata Kolarić-Kišur, chorwacka pisarka (ur. 1894)
  - Milan Šimečka, czechosłowacki filozof, krytyk literacki, wykładowca akademicki, dysydent (ur. 1930)
- 1991:
  - Maria Stanisława Gutkowska-Rychlewska, polska malarka, graficzka, muzealniczka (ur. 1899)
  - Teresa Lebiedzińska-Torbus, polska lekarka, polityk, poseł na Sejm PRL (ur. 1934)
  - Theodor Seuss Geisel, amerykański autor literatury dziecięcej pochodzenia żydowskiego (ur. 1904)
- 1993:
  - Bruno Pontecorvo, włoski fizyk atomowy pochodzenia żydowskiego (ur. 1913)
  - Ian Stuart, brytyjski wokalista, członek zespołu Skrewdriver (ur. 1957)
  - Alfred Wróbel, polski hokeista (ur. 1927)
- 1994:
  - Carlos de Cárdenas Culmell, kubański żeglarz sportowy (ur. 1904)
  - Adriano Gozzini, włoski fizyk, wykładowca akademicki (ur. 1917)
  - Muhammad Watad, izraelski dziennikarz, pisarz, polityk pochodzenia arabskiego (ur. 1937)
- 1996:
  - Gieorgij Jewdokimienko, radziecki generał porucznik, funkcjonariusz służb specjalnych, polityk (ur. 1914)
  - Zeki Müren, turecki piosenkarz, kompozytor, aktor (ur. 1931)
- 1997:
  - Anton Kehle, niemiecki hokeista, bramkarz (ur. 1947)
  - Alina Kotowska, polska reżyserka, twórczyni filmów animowanych (ur. 1927)
- 1998:
  - Gienrich Altszuller, rosyjski wynalazca, pisarz science fiction, krytyk literacki pochodzenia żydowskiego (ur. 1926)
  - Rosendo Balinas, filipiński szachista (ur. 1941)
  - Ardalion Ignatjew, rosyjski lekkoatleta, sprinter (ur. 1930)
- 1999 – Fazaldad Wahla, pakistański polityk (ur. 1962)
- 2000:
  - Basil Bernstein, brytyjski socjolog, teoretyk zarządzania, wykładowca akademicki pochodzenia żydowskiego (ur. 1924)
  - Jaan Eslon, szwedzki szachista (ur. 1952)
- 2001:
  - Peter Shore, brytyjski polityk (ur. 1924)
  - Adam Szymanowski, polski matematyk, tłumacz (ur. 1938)
- 2002:
  - Rufin Kominek, polski plastyk, ceramik, pedagog (ur. 1921)
  - Tim Rose, amerykański piosenkarz, gitarzysta (ur. 1940)
- 2003:
  - Lyle Bettger, amerykański aktor (ur. 1915)
  - Romuald Rak, polski duchowny katolicki, infułat (ur. 1920)
  - Andrzej Wąsik, polski prawnik (ur. 1943)
- 2004 – Françoise Sagan, francuska pisarka (ur. 1935)
- 2005:
  - Roland Głowacki, polski aktor (ur. 1923)
  - Wojciech Jerzy Grygorowicz, polski biolog molekularny, pisarz science fiction (ur. 1969)
  - Daniel Podrzycki, polski polityk, działacz społeczny, dziennikarz (ur. 1963)
- 2006:
  - Jerzy Grzymkowski, polski pisarz, scenarzysta filmowy (ur. 1930)
  - Adolphe Hug, szwajcarski piłkarz, trener (ur. 1923)
  - Dimityr Inkjow, bułgarski pisarz, dyrygent (ur. 1932)
- 2008 – Maria Władysława Piotrowska, polska piłkarka ręczna (ur. 1941)
- 2009 – Susan Atkins, amerykańska morderczyni (ur. 1948)
- 2010:
  - Giennadij Janajew, rosyjski polityk, wiceprezydent ZSRR (ur. 1937)
  - Paweł Lorens, polski lekkoatleta, długodystansowiec (ur. 1958)
- 2011:
  - Max H. Larson, amerykański działacz religijny, prezes Strażnicy – Towarzystwa Biblijnego i Traktatowego (ur. 1915)
  - Kostiantyn Łerner, ukraiński szachista (ur. 1950)
- 2012:
  - Pierre Adam, francuski kolarz torowy i szosowy (ur. 1924)
  - Alfons Kania, polski piłkarz, trener (ur. 1924)
- 2013:
  - Anthony Lawrence, brytyjski dziennikarz (ur. 1912)
  - Sagadat Nurmagambetow, kazachski generał, polityk (ur. 1924)
  - Teresa Szmigielówna, polska aktorka (ur. 1929)
- 2014:
  - Christopher Hogwood, brytyjski dyrygent, klawesynista, teoretyk muzyki (ur. 1941)
  - Madis Kõiv, estoński fizyk, pisarz (ur. 1929)
- 2015 – Eiji Maruyama, japoński aktor głosowy (ur. 1930)
- 2016:
  - Mel Charles, walijski piłkarz (ur. 1935)
  - Giennadij Cypkałow, rosyjski polityk, premier samozwańczej Ługańskiej Republiki Ludowej (ur. 1973)
  - Władimir Kuźmiczow, rosyjski piłkarz (ur. 1979)
  - Bill Mollison, australijski ekolog, pisarz (ur. 1928)
  - Adam Skarbiński, polski konstruktor lotniczy, technolog i historyk szybownictwa (ur. 1921)
  - Kazimierz Szmidt, polski piłkarz (ur. 1937)
- 2017:
  - Łucja Burzyńska, polska aktorka (ur. 1924)
  - Adam Kuczma, polski duchowny metodystyczny, działacz ekumeniczny (ur. 1924)
  - Jacek Pałka, polski filozof, pisarz (ur. 1967)
  - Manuel da Silva Martins, portugalski duchowny katolicki, biskup Setúbal (ur. 1927)
- 2018:
  - Henryk Bieniewski, polski krytyk teatralny, dziennikarz, publicysta, uczestnik powstania warszawskiego (ur. 1925)
  - Norm Breyfogle, amerykański ilustrator komiksów (ur. 1960)
  - Ivar Martinsen, norweski łyżwiarz szybki (ur. 1920)
  - Lars Wohlin, szwedzki ekonomista, polityk, eurodeputowany (ur. 1933)
- 2019:
  - Dušan Hadži, słoweński chemik, wykładowca akademicki (ur. 1921)
  - Przemysław Piekarski, polski filolog, orientalista, indolog judaista, tłumacz, wykładowca akademicki (ur. 1952)
- 2020:
  - Jaime Blanco García, hiszpański chirurg, samorządowiec, polityk, prezydent Kantabrii (ur. 1944)
  - John Myers, amerykański duchowny katolicki, arcybiskup Newark (ur. 1941)
  - Corine Rottschäfer, holenderska modelka, laureatka tytułu Miss World (ur. 1938)
- 2021:
  - Eugeniusz Faber, polski piłkarz (ur. 1939)
  - Raymundo Joseph Peña, amerykański duchowny katolicki, biskup Brownsville (ur. 1934)
  - Medard Plewacki, polski aktor (ur. 1929)
  - Paul Quilès, francuski inżynier, polityk, minister spraw wewnętrznych, minister obrony (ur. 1942)
  - Alexander Ruthven, brytyjski arystokrata, polityk (ur. 1939)
  - Staffan Skott, szwedzki pisarz, dziennikarz, tłumacz (ur. 1943)
- 2022:
  - Hudson Austin, grenadyjski generał, polityk, premier Grenady (ur. 1938)
  - Pharoah Sanders, amerykański saksofonista i kompozytor jazzowy (ur. 1940)
  - Sali Shijaku, albański malarz (ur. 1933)
  - Amin Tarokh, irański aktor (ur. 1953)
- 2023:
  - Felix Ayo, hiszpański skrzypek, wykonawca muzyki kameralnej (ur. 1933)
  - Léon Fatous, francuski samorządowiec, polityk, eurodeputowany (ur. 1926)
- 2024:
  - Zdzisław Targoński, polski chemik, technolog żywności i żywienia, nauczyciel akademicki, profesor nauk rolniczych (ur. 1947)
  - Elio Tinti, włoski duchowny katolicki, biskup Carpi (ur. 1936)